# Радиоволновод

Анимация электрического поля бегущей электромагнитной волны моды ТЕ31 в прямоугольном волноводе

Радиоволново́д — канал (волновод) для распространения радиоволн.

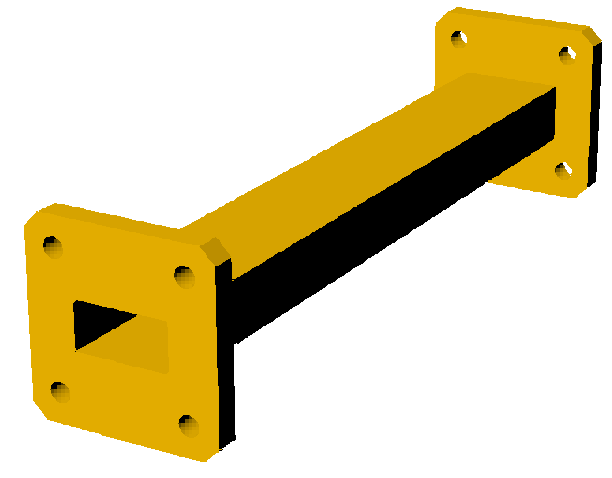
Соединитель волноводный.
Служит для соединения волноводных трактов из полых металлических волноводов прямоугольного сечения

Радиоволновод (линия передачи) характеризуется тем, что его поперечные размеры соизмеримы с длинами передаваемых волн. Обычно представляет собой металлическую трубу (металлический волновод прямоугольного, круглого, П-образного, H-образного и др. видов сечений) или диэлектрический стержень, внутри которых вдоль их продольных осей распространяются радиоволны в результате многократных отражений от внутренних поверхностей стенок и интерференции отраженных волн. ГОСТ относит к радиоволноводам линии передачи закрытого типа, то есть снабженные внешним металлическим экраном (например, полый металлический волновод, коаксиальный волновод и др.). Радиоволновод с поверхностной волной имеет вид металлической ленты или цилиндрического проводника с нанесенным на них диэлектрическим покрытием, вдоль которых могут распространяться радиоволны различных типов.
Тропосферный радиоволновод представляет собой квазигоризонтальный слой в тропосфере, расположенный на небольшой высоте над земной (водной) поверхностью, в котором радиоволны достаточно высокой частоты могут распространяться как в диэлектрическом волноводе (то есть как в линии передачи) с очень малым ослаблением.

## Описание
Боковая поверхность канала радиоволновода является границей раздела двух сред, при переходе через которую резко меняются диэлектрическая или магнитная проницаемости и электропроводность. Эта поверхность может иметь произвольную форму, применяются цилиндрические радиоволноводы, а также радиоволноводы с разнообразными сечениями (прямоугольные, круглые, Н- и П-образные и пр.).
К радиоволноводам обычно относят только такие, у которых канал имеет односвязное сечение. Остальные рассматриваются в теории длинных линий.
Оба конца волновода обычно заканчиваются металлическими фланцами с отверстиями для крепления фланцев друг к другу. В торцах фланцев делают четвертьволновые круглые или прямоугольные канавки или контактные прокладки, необходимые для уменьшения уровня просачивания электромагнитного излучения в местах стыков.
Из отрезков волноводов изготавливают различные элементы — тройники в Е- или Н-плоскостях, прямоугольные или плавные изгибы, двойные мосты, направленные ответвители.

## Свойства
Главная особенность радиоволновода заключается в том, что в нём могут распространяться электромагнитные волны, длина волны которых меньше или приблизительно равна поперечному сечению волновода. Это обуславливает применение радиоволноводов главным образом в области сверхвысоких частот.

Моды E и H в волноводе

В волноводах могут возбуждаться различные типы (моды) электромагнитных волн Н10, Е11 и др. Мода с наинизшей граничной частотой (наибольшей длиной волны, которая ещё может распространяться по волноводу с данным размером) называется основной модой. Для прямоугольного волновода такой модой является H10, а для круглого — H11. Возможно подавление нежелательных типов мод.
Возбуждение различных типов мод используется в облучателях антенн.

## Характеристики волноводов
- КСВ (от 1 до бесконечности)
- КБВ (от 0 до 1)
- Затухание электромагнитной волны (обычно десятые доли дБ)
- Диапазон используемых частот
- Уровень передаваемой мощности
- Напряжение пробоя в волноводе

## Настройка волноводов
Для обеспечения необходимых параметров в волноводах или волноводных трактах проводится их настройка.
Настройка КСВ проводится:
- настроечными штырями (металлическими или диэлектрическими), расположенными в широкой стенке волноводов
- металлическими диафрагмами
- механической деформацией по широкой стенке (ударами молотком по широкой стенке волновода)

## Преимущества и недостатки

### Преимущества
Основное преимущество металлических радиволноводов по сравнению с двухпроводной симметричной и коаксиальной линиями — малые потери СВЧ-мощности.
Это обусловлено:
- Почти полным отсутствием потерь на излучение энергии в окружающую среду.
- При одинаковых размерах радиоволновода и, например, двухпроводной линии внутренняя поверхность волновода, по которой текут токи всегда больше, чем у двухпроводной линии. Следовательно, плотности токов, а следовательно, и потери на джоулево тепло в радиоволноводе меньше.

### Недостатки
- Существование нижнего предела пропускаемых частот;
- Большое поперечное сечение волноводов дециметровых и более длинных волн.
- Необходимость бо́льшей точности изготовления и специальной обработки внутренней поверхности стенок.

## Применение
Волноводы служат для передачи энергии в СВЧ трактах (например, от передатчика к антенне). Такой тракт обычно состоит из различных (по форме и размерам) радиволноводов, угловых изгибов и пр. Для сочленения радиоволноводов разных поперечных сечений применяются плавные волноводные переходы с переменным сечением (например, рупорный переход).
Стенки волноводов могут быть гибкими — изготовлены из резины или сильфонного типа. Внутренние стенки волноводов, изготовленных из диэлектрических материалов, должны быть металлизированы. В военной и космической технике внутренние стенки волноводов часто покрывают серебром.